# Mönlam
Mönlam, ook wel het Grote Gebedsfestival, wordt in het Tibetaans boeddhisme gevierd van de 4e t/m de 11e dag van de eerste maand van de Tibetaanse kalender. Het evenement werd in Tibet in 1409 opgezet door Tsongkhapa, de oprichter van de gelugtraditie. Het is het grootste religieuze festival voor pelgrims in Tibet waarbij monniken van onder andere de drie grootste kloosters (Drepung, Sera en Ganden) bij elkaar kwamen voor chants en religieuze rituelen bij de Jokhangtempel in Lhasa.

## Rituelen en gebruiken
Het belangrijkste doel van Mönlam is het bidden voor een lang leven van alle goeroes van alle boeddhistische tradities, voor het overleven en de spreiding van de Dharma in alle geesten van de wezens met gevoel.
Tijdens het festival worden de examens afgenomen voor de geshe, ofwel hoogste graad, in Lharampa. Monniken voeren traditionele Tibetaans boeddhistische dansen uit, tsam genaamd. Ze brengen offers met torma's, rituele cakes die worden versierd met nauwkeurig afgewerkte botersculpturen. De vijftiende dag, Mönlam Chenmo, is het hoogtepunt van het festival en wordt ook wel Chunga Chopa (boterkaars-festival) genoemd. Met dit feest ging de dalai lama naar de Jokhangtempel om een grote boeddhistische dienst te geven. Het plein Barkhor, dat zich voor in de Jokhang bevindt, werd veranderd in een grote tentoonstelling van grote torma's. Aan het eind van het festival werden deze torma's verbrand in een groot vreugdevuur.
Vanouds vierden Tibetanen die niet tot de geestelijkheid behoorden feest tussen Losar (nieuwjaar) en het eind van Mönlam. Pelgrims uit geheel Tibet kwamen in deze tijd naar de festiviteiten en deden donaties aan de monniken en nonnen. Andere festivals in Tibet zijn het Boterkaarsfestival, Yoghurtfestival, Gouden Ster-festival, Lhabab Düchen, Dajyur en Losar.
In veel andere kloosters, zoals Kumbum worden tijdens Mönlam speciale gebedsdiensten gehouden en worden de religieuze thangkaschilderijen uitgerold en opgehangen.

## Mönlam na 1966
Gedurende de Culturele Revolutie (1966-76) werd Mönlam verboden. Na 1985 werd het weer tijdelijk toegestaan en tijdens de opstanden in 1990 werd het opnieuw verboden. In de nieuwe kloosters in India die door Tibetaanse ballingen zijn opgezet na de Tibetaanse diaspora (sinds 1959), leeft Mönlam anno jaren 00 langzaam weer op.